# Nicefor Kalikst Ksantopul
Nicefor Kalikst Ksantopul – bizantyński historyk Kościoła z XIV wieku.
Nicefor Kalikst Ksantopul należał do kręgu przyjaciół bizantyńskiego filozofa i retora Nicefora Chumnosa (ok. 1250-1327). Zachowały się listy Chumnosa do Ksantopula. Ksantopul jest autorem, pierwszej od VI wieku bizantyńskiej Historii Kościoła, w której obficie korzystał z Sokratesa Scholastyka, Sozomena i Ewagriusza Scholastyka, pisał też komentarze do Jana z Damaszku, Kosmasa Melodosa, Jana Klimaka. Napisał przy użyciu dystychów elegijnych wierszowany kalendarz świętych na wzór Krzysztofa z Mityleny.